# Импровизация
Импровизация (фр. improvisation, итал. improvvisazione, от лат. improvisus — неожиданный, внезапный) — произведение искусства, которое создаётся во время процесса исполнения, либо собственно процесс его создания. Импровизации характерны для многих видов художественного творчества: поэзии, музыки, танца, театра и др. Истоки импровизации уходят в народное творчество.

## Виды
- Музыкальная импровизация — исторически наиболее древний тип музицирования. Импровизация характерна для некоторых жанров классической музыки (см. экспромт).
- Литературная импровизация характерна для устного народного творчества и сказительства (барды, скальды, миннезингеры, акыны, сэсэны). В эпоху романтизма феноменальным успехом у публики пользовались итальянские импровизаторы. К импровизации относят жанр экспромта.
- Танцевальная импровизация (англ. dance improvisation) родилась из народных обрядов, игр и празднеств, а в современных танцах включается в профессиональном искусстве.
- Театральная импровизация (актёрская импровизация) — игра актёра по созданию сценического образа, действия и создания собственного текста во время представления, не по заранее созданному сценарию. Импровизация в театральном действии зародилась в народных представлениях и достигла высочайшего уровня в народной итальянской комедии дель арте (XVI—XVIII века) и французском фарсе (XV—XVI века).